# Alois Bábek
Alois Bábek (7. června 1885 Prostějov – 26. dubna 1951 tamtéž) byl československý politik a meziválečný poslanec Národního shromáždění za národní socialisty.

## Život
Alois Bábek se narodil v Prostějově. Vystudoval zde reálnou školu a po maturitě absolvoval abiturientský učitelský kurz v Kroměříži. Za první světové války působil v Československých legiích. Profesí byl k roku 1935 učitelem v Prostějově. Byl aktivní v komunální politice. Počátkem 30. let byl prostějovským městským radním.
V parlamentních volbách v roce 1935 se stal za národní socialisty poslancem Národního shromáždění. Mandát si oficiálně podržel do zrušení parlamentu v roce 1939, přičemž krátce předtím ještě v prosinci 1938 přestoupil do nově vzniklé Strany národní jednoty.